# Hulladék
Hulladéknak azokat a tárgyakat nevezzük, amelyek az ember mindennapi élete során keletkeznek, és a keletkezésük helyén (gyárak, üzemek, háztartás stb.) feleslegessé váltak, tőlük tulajdonosuk megválik, vagy megválni köteles.
A szilárd hulladék tárgyakon kívül vannak egyéb anyagok is, melyek a környezetbe jutva környezetszennyező anyagok lesznek, mint pl. légneműek (légszennyezés, üvegházhatású gázok) vagy folyékonyak is, de lehetséges, hogy egy folyékony szennyező anyag talajszennyező legyen, vagy egy szilárd anyag vízszennyezést okozzon.
A szemetelés a rend ellen való cselekvés. Ameddig az ember által létrehozott hulladék csak szerves volt és kis mennyiségű, nem okozott gondot. Mihelyt az ember városi körülmények közé került, és szervetlen hulladékokat is produkált, azóta gond a hulladék. A hulladékok hasznosítása mindig jelen volt a társadalomban, kiegészítette a természetes lebomlási folyamatokat. Az „ipari méretű” hulladékhasznosítás új keletű dolog, ahogy a nem lebomló és erősen mérgező hulladékok megjelenése is az.
A fejlett országokban egy lakos átlagosan 1 kg hulladékot termel naponta. A legegyszerűbben úgy lehet megszabadulni a a hulladéktól ha ásunk egy gödröt, és belerakjuk a hulladékot, úgynevezett landfillereket hozunk létre. A hulladéklerakó hátránya azonban az, hogy rengeteg helyet foglal, például a New York-i Fresh Kills hulladéktelepet az űrből is látni lehet. Ha a gyűjtőkonténerek nincsenek megfelelően szigetelve, a talajvízbe vegyszerek és más mérgező anyagok kerülnek. Ha nincs megoldva a ventilált hűtés, a hulladék bomlásakor keletkező metán felrobbanhat.

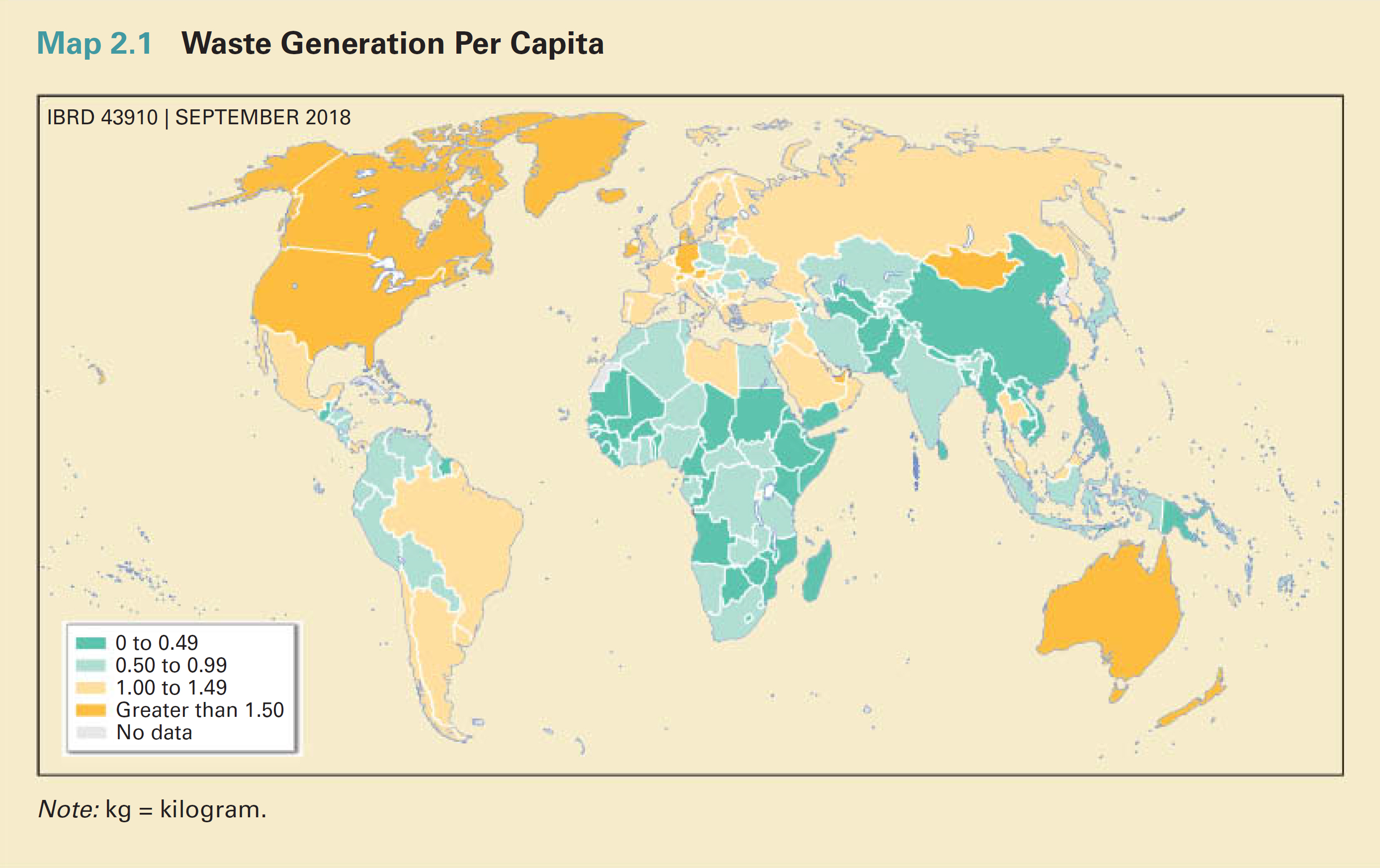
Az egy főre jutó szeméttermelés, kg/nap (2018)

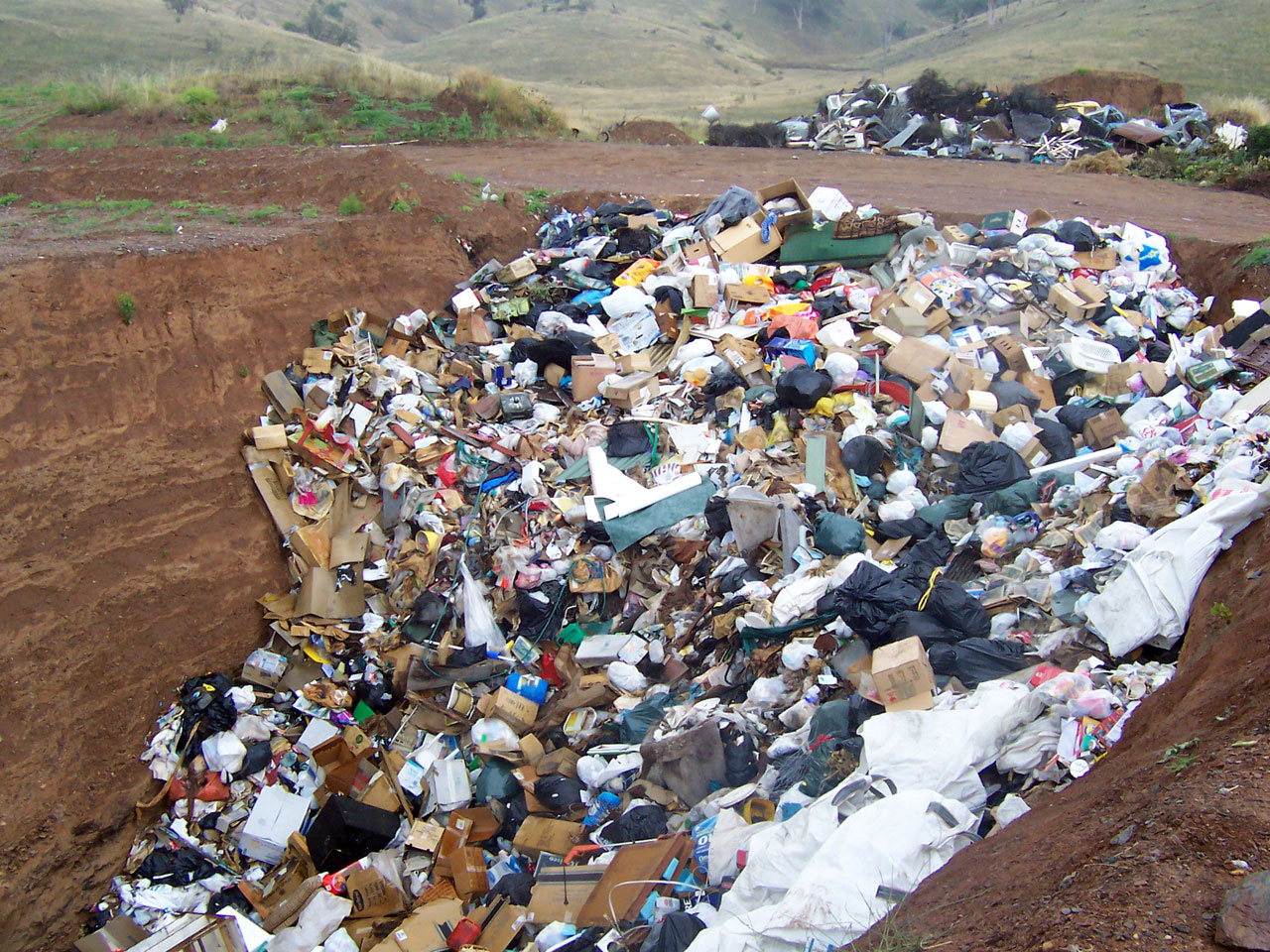
Illegális szemétlerakó

A hulladéklerakó telepek mindenkor keresztmetszetet adnak egy társadalom műszaki és gazdasági fejlettségéről, ezért érdekes információforrásnak számítanak. Svédországban ezért a szemetes munkakör bizalmi állásnak számít. A fejlett fogyasztói társadalomban még fogyasztható élelmiszereket is kidobnak, ugyanakkor számos ember elfogyasztja az ilyen kukába dobott élelmet is. Az, hogy egy állatnak mely részei alkalmasak emberi fogyasztásra, kulturális kérdés. Vannak, akik megeszik a belsőségeket, mások undorodnak tőlük, és kidobják őket. Magyarországra a külföldi húsfeldolgozás hulladékait néhány vállalkozó behozza, és azt a hazai húskészítményekben használják fel.

## A "szemét" és a hulladék

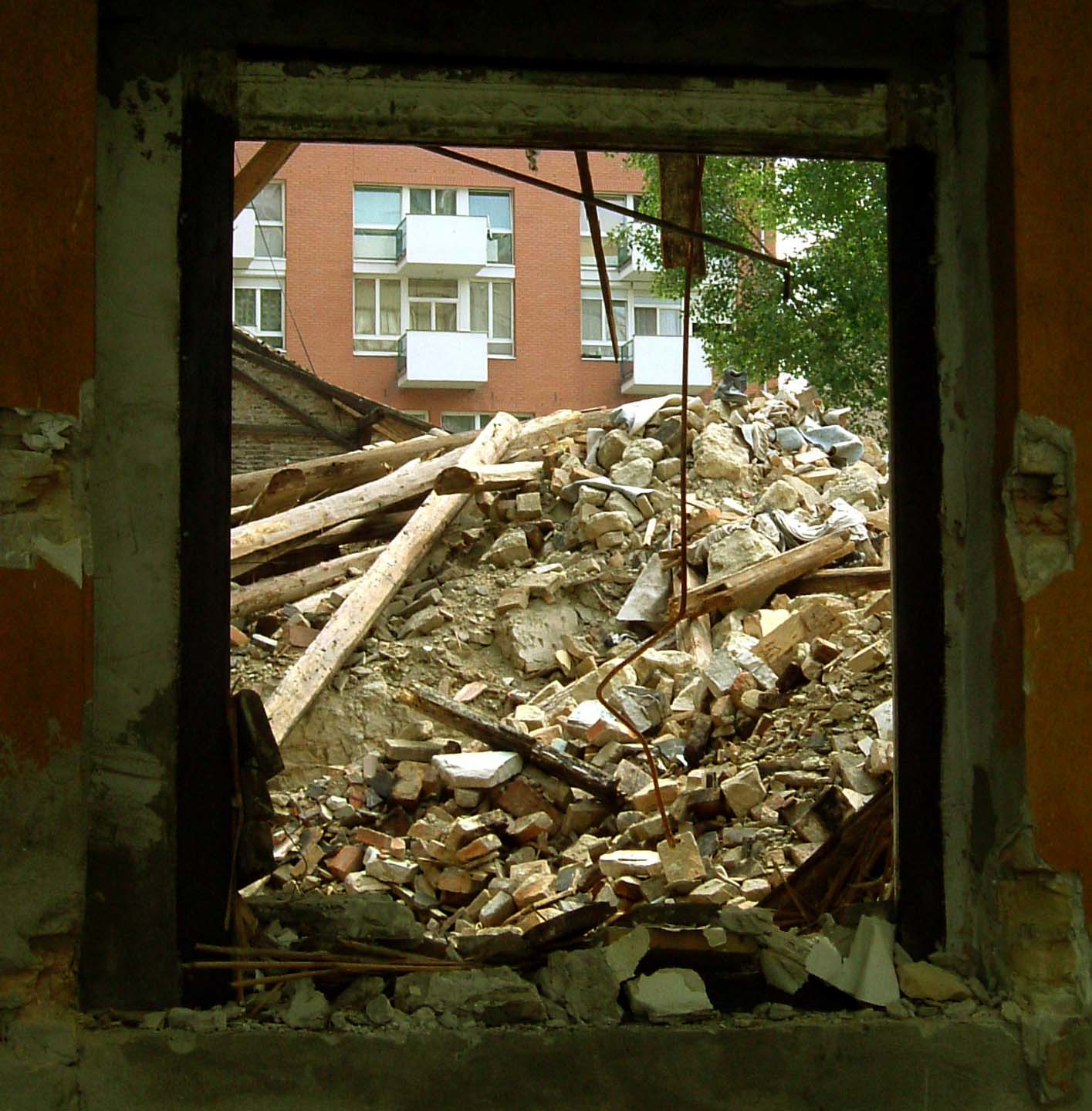
Építési törmelékből keletkező hulladék

Bár ezt a két fogalmat nehéz konkrétan elválasztani egymástól, hiszen a hétköznapi szemetet szakmai szóval Települési Szilárd Hulladéknak nevezzük (TSZH), mégis lényegi különbség van a kettő között.
Települési Szilárd Hulladék: Olyan haszontalanná vált anyagok, amelyeket tulajdonosa nem tud, vagy nem akar tovább használni. Mint anyag kikerül a gazdaság körforgásából és vegyesen kerül tárolásra, lerakásra (azaz pl. elássuk a föld alá).
Hulladék: Bármely anyag vagy tárgy, amelytől birtokosa megválik, megválni szándékozik vagy megválni köteles. Azon anyagok, használati tárgyak, amelyek az adott helyen feleslegessé válnak, tulajdonosuk meg kíván válni tőlük. Jellemzőjük továbbá, hogy kezelést igényelnek, amely történhet újrahasznosítással, lerakással, termikus hasznosítással, stb.

## Hulladékokkal foglalkozó szervezetek
- A PRO EUROPE az európai csomagolási hulladék hasznosítást koordináló szervezeteket összefogó szervezet.[1]
- A JÖN Alapítvány által üzemeltetett Hulladekvadasz.hu – hulladék témájú hírportál.
- A European Topic Centre on Resource and Waste Management, ETC/RWM a European Environment Agency tematikus szakmai szervezete. https://web.archive.org/web/20081225001457/http://waste.eionet.europa.eu/
- A Humusz Szövetség (HuMuSz) 18 magyar környezetvédő szervezet által alapított független társadalmi szervezet, melynek fő tevékenységei a környezetvédelmi oktatás és szemléletformálás, illegális hulladéklerakók felszámolása, szakértői részvétel környezetpolitikai, jogszabály- és projekt előkészítő folyamatokban, a komposztálás népszerűsítése, a "szemétdíj" rendszer megreformálása, hulladékégetés visszaszorítása az ökológiailag elfogadható keretek közé, visszaváltható palackok (és más újrahasznosítható csomagolások) népszerűsítése.[2]
- A Kukabúvár Egyesület a HuMuSz csoport tagja, magánszemélyek alkotják. Legfőbb tevékenysége a Kukabúvár[3] folyóirat kiadása.
- Friends of the Earth, azaz a Föld Barátai.

Csomagolási hulladék újrahasznosítását koordináló szervezetek:
- Az ÖKO-Pack Nonprofit Kft. a magyarországi környezetvédelmi szemléletformálást, oktatást végző szervezet.[1]
- Az ÖKO-Pannon Kht. a magyarországi csomagolási hulladék újrahasznosítását koordináló szervezet.[1]
- Az ÖKO-Kord Országos Nonprofit Kft. a magyarországi csomagolási hulladékhasznosítást végző koordináló szervezet.
- A Cseber Csomagolóeszköz Begyűjtési Rendszer Kht csomagolási hulladékhasznosítást végző koordináló szervezet.
- Az EKO-PUNKT Csomagolási Hulladékok Kezelését Koordináló Nonprofit Kft. csomagolási hulladékhasznosítást végző koordináló szervezet.
- Az ÖKO-Ferr Hulladékkezelést Koordináló Kht. csomagolási hulladékhasznosítást végző koordináló szervezet.
- Az ÖKO-HUNGÁRIA Hulladékgazdálkodási Nonprofit Kft. csomagolási hulladékhasznosítást végző koordináló szervezet.
- A Független Ökológiai Központ egy projektjében építési hulladék újrahasznosításával foglalkozik.
- Hulladékfeldolgozó szervezetek:

- ÉEI Magyarország Kft.(alumínium-hulladék)
- Remoplast Kht. (műanyag-hulladék)
- RELEM (veszélyes anyagok)

## Hulladékfajták
Megkülönböztetjük a lakosság, az ipar és más szektorok által előállított hulladékot; valamint a biológiailag lebomló, biológiailag le nem bomló, és az élővilágra káros hatást is kifejtő veszélyes hulladékokat.
A lakosságnál keletkező hulladékok két fő fajtája a szilárd települési (kommunális) hulladék, valamint a folyékony települési hulladék (tkp. szippantott szennyvíz) (A települési szennyvíz 2012 óta nem hulladék, hanem Nem Közművel Összegyűjtött Háztartási Szennyvíz, kikerült a hulladékok köre alól!)
A lakosságnál termelődő veszélyes hulladékok közül a legnagyobb mennyiséget a használt elemek és akkumulátorok jelentik, továbbá a használt sütőzsiradék, a festék és oldószer, illetve a gyógyszer.
Hulladékok helyenként olyan mennyiségben jelennek meg, hogy gazdaságos ipari tevékenység nyersanyagául szolgálhatnak. Hazánkban ilyen pl. a vízerőművek duzzasztóiban felgyűlő uszadék (Tiszalök, Kisköre), és az erre készült vásárosnaményi gyűjtő géplánc. Tengereken a műanyag és szemétszigetek. 
Hulladéknak tekinthető az energiaátalakítási folyamatokban keletkező veszteség energiák egy része, pl. jelentős mennyiségben az erőművi kondenzációs hő, v. a természetnek leadott hő (hulladékhő).  

### Élelmiszerhulladék
Kereskedelmi létesítményekben, éttermekben, üzletláncokban keletkező olyan élelmiszerek, melyek rövidesen elérik szavatossági idejüket, ezért hulladékba kerülnének. Hasonlóan éttermek kibontott, felhasználatlan árui, melyek csak néhány óra, legtöbb egy nap szavatosságúak, munkaidő után hulladékba kerülnének. Ezek átadhatók segélyszervezeteknek, olyan elosztóknak, amelyek azonnal elhelyezik a fogyasztóknál.
Egyéni beszerzéskor a túlbecsült igényekből is keletkezik ilyen hulladék. Végül a fogyasztásra került ételek egy része is hulladék, amelyik már nem alkalmazható további felhasználásra.

### Építési hulladék, sitt
Építkezés, épületek bontása során keletkező törmelék, amelyet általában hulladéklerakókba szállítanak, illetve bizonyos részeit újra (pl. bontott téglát, nyílászárókat) felhasználják. A más néven inert hulladéknak nevezett anyagok nagy része beton törmelék és tégla törmelék. A hasznosítás feltétele, hogy hulladékhasznosító telepen zúzalékot, törmeléket állítsanak elő a bontott anyagból, majd a 3/2003. BM-GKM-KvVM rendelet szerint minősítsék az anyagokat (pl. ÉME engedély). Magyarországon a nagy mennyiségű építési bontási inert hulladék nagy részét útépítésbe betonburkolatként kívánják felhasználni.
Környezetszennyező, nem veszélyes, hasznosítható hulladékok
(Sorszám, A hulladék anyagi minősége szerinti csoportok, Hulladék EWC kódja) (2012 Óta az EWC kódokat felváltották a HAK kódok, vagyis a Hulladékazonosító kódok)
1.	Kitermelt talaj, 17 05 04, 17 05 06
2.	Betontörmelék, 17 01 01
3.	Aszfalttörmelék, 17 03 02
4.	Fahulladék, 17 02 01
5.	Fémhulladék, 17 04 01, 17 04 02, 17 04 03, 17 04 04, 17 04 05, 17 04 06, 17 04 07, 17 04 11
6.	Műanyag hulladék, 17 02 03
7.	Vegyes építési és bontási hulladék, 17 09 04
8.	Ásványi eredetű építőanyag-hulladék, 17 01 02, 17 01 03, 17 01 07, 17 02 02, 17 06 04, 17 08 02	
Építési-bontási hulladék 2014-ben összesen: 4 205 000 tonna keletkezett.
Újrahasznosított minősített anyagok:
- Gépi aprítással gyártott újrahasznosított betontörmelék, mesterséges kőanyaghalmaz,
- Bontott, nagyméretű téglából, szeleteléssel előállított burkolólap,
- Aprított, újrahasznosított beton, tégla, cserép, és kerámia frakcióból, illetve azok keverékéből származó őrlemény.

Veszélyes bontási hulladék:
- azbesztcement tetőfedő pala (régi palatípus, a mai gyártmányokban már nincs azbeszt). Az azbesztcement pala bontását, csomagolását, elszállítását erre szakosodott és kizárólagosan jogosult vállalatok, szállítók végzik.
- Szigetelési azbeszt (egyes régebbi panelházak pincei csőrendszereinek szigetelő anyaga is ez volt). Szintén csak szakvállalat mentesítheti.

### Lakossági hulladékok
A lakossági elektromos hulladékok:
Kis, és nagyméretű háztartási berendezések, más néven fehéráru (például mosógép, hűtőszekrény), IT és szórakoztató elektronikai berendezések (például rádió, TV, HiFi torony). Ezek nagy része veszélyes hulladék-ot tartalmaz. 2005 augusztusa óta a kiterjesztett gyártói felelősség elve alapján jogszabály kötelezi az elektromos készülékek forgalmazóit a hulladékká vált berendezések visszagyűjtésére és részleges újrahasznosítására. A lakosság térítésmentesen adhatja le hulladékká vált elektromos berendezéseit hulladékgyűjtő udvarokban és elektronikai készülékeket forgalmazó kereskedőknél és üzlethálózatokban. A Hatvani Környezetvédő Egyesület 2003-ban kidolgozta Lakossági Elektronikai Hulladékgyűjtési Akcióját, és azóta évről évre sikeresen gondoskodnak a hulladékok szakszerű állandó elhelyezéséről.
Háztartási hulladék:
Minden olyan tárgy, amit "szemétbe", vagy kukába dobunk, és így hulladékmentesítünk. Ahol nincs szelektív hulladékgyűjtés, ott a papír, üveg, szerves hulladék, PET palack, műanyag tárgyak, és más használhatatlan darabok is.

### Virtuális hulladék
A postaládákat elárasztó kéretlen levelek, szórólapok ellen már folyik a harc, emellett azonban az elektronikus postafiókunkat is folyamatosan ostromolják "szeméttel". Az informatikai biztonsággal foglalkozó Symantec 2013-as riportja szerint Magyarország a világon a negyedik (!) a kéretlen levelek arányát tekintve (74%)! A pazarlás tehát online is tetten érhető, a drágán és környezetromboló módon megtermelt energiával felesleges kapacitásokat üzemeltetünk. A felmérések szerint az internetes levelezés háromnegyede "spam", ennek döntő többségéért a legnagyobb spammerek (többségük amerikai) a felelősek. Ez az óriási adat-, energia-, és időmennyiség (a kitermelt nyersanyagok, a környezetszennyezés externáliája, a használt sávszélesség, a kiesett munkaidő, stb.) évente több tízmilliárd dollár kárt okoz az Amerikai Egyesült Államoknak és az Európai Uniónak is!
Virtuális hulladék keletkezik a computerek működésekor, melyeket automatikusan szemétgyűjtőkkel,vagy külön alkalmazott szűrőprogramokkal távolíthatunk el. 

### Fertőzött hulladék
Kórházakban képződik, illetve kisebb mennyiségben lakossági hulladék része lehet, pl. fertőzött injekciós tű.

### Tengeri, folyami hulladék
A folyókról, illetve a szél által a tengerekbe, óceánokba szállított hulladék sok gondot okoz a különféle életformáknak. A tengerben összegyűlő hulladék útját követve, a folyókon felfelé haladva, illetve a part menti településeket tekintve a helytelenül kialakított hulladéklerakók és kezeletlen szennyvizek jelennek meg. A nyílt tengeren részben a hajótársaságok szennyezése adódik a szennyezéshez. A tengeráramlások sok helyen hatalmas egybefüggő szemét-szigetekké terelik össze az úszó, lassan lebomló hulladékot, amelyekbe sok állat beleakad, illetve amelyek felszínén utazó kis méretű lények, kórokozók addig általuk elérhetetlen tájakra jutnak el, ami káros is lehet. Egy műanyag zacskó lebomlási ideje 15 és ezer év között van (EU éghajlat-politika).
A holland Boyan Slat szerint 5 éven belül kitakaríthatjuk a világ óceánjait. A világ óceánjainak megtisztítása a hatalmas mennyiségben felhalmozódott műanyag és egyéb hulladékoktól korábban lehetetlennek tartott ötlet volt. Most, ez a 19 éves dán fiú mégis azt állítja, hogy nem csupán orvosolható ez a probléma, hanem azt is, hogy mindez 5 éven belül valósággá válhat, és még profitot is fog termelni! 2014. év elején elvileg publikálták hatástanulmányukat honlapjukon: www.boyanslat.com
Baltimore-ban a Jones Falls folyó torkolatában állították fel kísérleti jelleggel a Baltimore Garbage Wheel (Baltimore-i hulladékgyűjtő kerék) nevű uszadékgyűjtő, hajómalom kereket is tartalmazó, napelem hajtású, kiemelő futószalagot. Csúcsteljesítménye 2015 áprilisában: 19 tonna hulladék 24 óra alatt.
A Tiszán, 2015-ben Kiskörénél 2200 m3 szerves hulladék gyűlt össze, amiből a használható fát darabolva hasznosították, a maradék hulladékot lerakóba szállították. A Közép-Tisza-vidéki Vízügyi Igazgatóság a környezeti kárelhárításról meggyőző képeket tett közzé. A mennyiségből következően magán a folyón többcélú úszó üzemet lehetne építeni (lásd.: Autonóm üzemek a Tiszán). Az árhullámok a folyókon nagy mennyiségű PET palackot és uszadékot hoznak, amit rendszeresen, szervezetten hasznosítani lehet (szelektíven). 2018 telén a PET Kupa 4 hektáros Natura 2000-es ártéri erdőterületet tisztított meg nagyrészt pillepalack hulladéktól. 3 nap alatt 1200 zsák szemetet szedtek össze és préseltek 21 bálába Vásárosnamény és Tiszaszalka között. A hulladékszedés jelentőségét növeli, hogy részt vett benne az FM és a Vízügyi Igazgatóságok is. További 70 folyamkilométeres szakasz felmérése folyik.
Kísérletek folynak városi kommunális uszadék, ill. tengeri műanyag uszadék begyűjtésére úszó markoló hajókkal, melyek a terelőkorlátokkal összegyűjtött hulladéktömeget felemelik, és a feldolgozó gyűjtőbe szállítják.
Az Ocean Cleanup alapítvány az áramlatokat felhasználó gyűjtőt kíván működtetni.
Adidas bemutatott néhány prototípust a Parley nevű óceánmentő szervezettel közös, tengeri hulladékból készített cipőiből, megjelent az első tömeggyártott széria. Végső céljuk, hogy teljesen eliminálják a szűz műanyagot a termelési folyamatukból.
Maguk a hajók is jelenthetnek káros hulladékot, ha elsüllyedve a tenger, vagy folyók fenekén maradnak. A vizek tisztításához a fém hulladék hasznosítása is hozzájárulhat, másrészt a hajózási költségekben, az életciklus költségekben a bontási költség is megjelenik.

### Űrszemét
Az első amerikai űrséta során Edward White elhagyott egy fél pár kesztyűt. A kesztyű egy hónapon keresztül 28 000 km/h sebességgel keringett a Föld körül. Valószínű, hogy ez volt az első űrhulladék. Mára megközelítőleg 110 000 repülő tárgyat tartanak számon az űrben: műholdakat, levált festékrétegeket, csavarokat, tömbökbe fagyott vizeletet. Egy angol cég kifejlesztett egy miniatűr műholdat, a Snap-1-et, amely összegyűjti és a sztratoszféra szélére tolja az űrközi szemetet, amely aztán a Föld sűrűsödő légkörébe érve elég; bár alkalmanként előfordul, hogy egy-egy űrhulladék visszatér a Földre (átlagosan napi egy darab). 1997-ben egy Delta típusú rakéta 3-4 tonnás benzintankja csapódott be alig 50 méterre egy texasi farmon álló háztól.

### Hulladékká vált gépjárművek
A hulladékká vált gépjárművekre vonatkozó jogszabályi keretet Magyarországon a 369/2014. (XII. 30.) Korm. rendelet adja . 2015 óta az Európai Unió elvárja a jármű- és alkatrészgyártóktól, hogy termékeik tervezése és gyártása során figyelembe vegyék az újrahasználat tényezőjét is. Biztosítaniuk kell, hogy a jármű súlyára vetítve legalább 85%-ban újrahasználhatók és/vagy visszanyerhetők legyenek, valamint, hogy a jármű súlyára vetítve legalább 95%-ban újrahasználhatók és/vagy hasznosíthatók legyenek .
A hatályos jogszabályok alapján Magyarországon csak bontási átvételi igazolással lehet a gépjárművet véglegesen kivonni a forgalomból, melyet regisztrált bontó állíthat ki. A hulladékká vált gépjárművet ezt követően „szárazra fektetik”, mely során eltávolítják belőle a veszélyes hulladékokat (pl. üzemanyag, olajok, akkumulátor). A gépjárművet ezután bontott alkatrészként vagy újrahasznosítandó hulladékként értékesítik. 

## Lakossági elektromos és elektronikai hulladék
A lakossági elektromos és elektronikai hulladék (e- hulladék) a legnagyobb mennyiségben a következő elektromos és elektronikai berendezésekből keletkezik: 1. Nagyméretű háztartási berendezések (mosógép, hűtőszekrény, ventilátor, mosogatógép) 2. Kisméretű háztartási berendezések (porszívó, gyorsforraló, konyhai robotgép, kávéfőző) 3. IT és telekommunikációs berendezések (számítógép, nyomtató, telefonkészülék, fax, mobiltelefon). 4. Szórakoztató elektronikai berendezések (rádió, TV, hifi torony DVD lejátszó, házimozi ). Vannak még további berendezés kategóriák is, így a háztartásokban található, valamennyi elektromos és elektronikai berendezés besorolható valamelyikbe.
2005. augusztus 13. óta a kiterjesztett gyártói felelősség elve alapján jogszabály kötelezi az elektromos és elektronikai készülékek gyártóit, forgalmazóit a hulladékká vált elektromos és elektronikai berendezések visszagyűjtésére, hasznosítására, ártalmatlanítására. Az EU- és a hazai jogszabályi előírásoknak megfelelően, Magyarországon 2008-ban el kell érni a 4 kg/fő e-hulladék  begyűjtését, hasznosítását. A lakosság térítésmentesen adhatja le hulladékká vált elektromos és elektronikai berendezéseit a hulladékgyűjtő udvarokban és az elektromos és elektronikai készülékeket forgalmazó kereskedőknél, a szervezett lakossági szelektív e- hulladékgyűjtések alkalmával.
Azért is fontos az e- hulladék szervezett begyűjtése a lakosságtól a fent jelzett, vagy bármely más módon, mert a történelmi e- hulladékban gyakran előfordulhatnak olyan alkatrészek, melyek veszélyes komponenseket is tartalmazhatnak (ólom, hatértékű króm, kadmium, higany…). Pontosan azért, hogy az e- hulladékban lévő, az emberre és környezetére veszélyes komponensek ne kerülhessenek ki a természetbe, az Európai Unió által meghatározott módon, a jogszabályi előírásoknak megfelelően kell az e- hulladékot előkezelni, hasznosítani és ártalmatlanítani. A begyűjtött elektromos és elektronikai berendezések jelentős része kisebb javítások árán ismét használhatóvá tehető, visszakerül a lakossághoz.
Természetesen, vannak hasznos másodnyersanyagok is az e- hulladékban. Ilyenek a vasfémek, réz, kábel, nyáklemez… Ezekből a másodnyersanyagokból sokkal kisebb energiaráfordítás révén lehet ismét értékes termékeket nyerni, mintha ugyanezt ércek feldolgozásával tennénk.
A jogszabályi kötelezettségek teljesítése a gyártókra, forgalmazókra, kereskedőkre (Kötelezettek) vonatkozik. Ahhoz, hogy a kötelezettségeiket teljesíteni tudják, nonprofit gazdasági társaságokat, Koordináló Szervezeteket hoztak létre, melyek a fenti kötelezettségeket díjfizetés ellenében átvállalják. Olyan üzemekkel kötnek teljesítési szerződéseket, melyek megfelelnek a jogszabályi követelményeknek. 2006 óta hat Koordináló Szervezet* működik. A hozzájuk csatlakozott Kötelezettek száma 2006.- ban kb. 460 volt, és  a Koordináló Szervezetek közreműködésével kb. 26 ezer tonna e- hulladék került begyűjtésre.
Az e- hulladék előkezelését a szerződött jogosult előkezelők kézi- és gépi módszerrel végzik.
A kézi előkezelés költsége a munkaigényessége miatt nagy, azonban így teljes egészében eleget tudnak tenni az előkezelésre vonatkozó nagyon szigorú előírásoknak. A kézi előkezelést általában megváltozott munkaképességű dolgozók végzik. 
A gépi előkezeléseket az e célra alkalmas sredderekkel végzik, de működik egy, a legmodernebb megoldásnak számító un. "láncos törő"- vel működő bontóberendezés is. A gépi előkezelésnél csak abban az esetben teljesülnek a szigorú előírások, ha az e- hulladék szakszerű kézi előkezelésben is részesül, mielőtt a gépre kerül.
A gyűjtést és előkezelést végző üzemek abból a díjból részesülnek, melyet a Kötelezettek  fizetnek a Koordináló Szervezeteknek. 
Az előkezelést végzők a begyűjtés, a munkák és az ártalmatlanítás valamennyi költségét viselik, azonban a hasznosításból származó bevétel is őket illeti. A Hatvani Környezetvédő Egyesület 2003-ban kidolgozta Lakossági Elektronikai Hulladékgyűjtési Akcióját, és azóta évről évre sikeresen gondoskodnak az e- hulladék lakossági szelektív gyűjtéséről, átadva azt szakszerű kezelésre.
Az elektronikai hulladékok kapcsán is felmerül a környezeti igazságosság kérdése, Ghánának például nagyon komoly környezeti problémái (talaj, víz, levegő szennyeződés) vannak az odaszállított elektronikai hulladékok következtében. Az elektronikai hulladékok egészségre veszélyes anyagokat is tartalmaznak, amelyek veszélyeztetik az illegális hulladékkereskedelemben dolgozókat, érintetteket.

## Használt elemek és akkumulátorok
Az elemek és akkumulátorok életidejük lejártával veszélyes hulladékokká válnak, EU-szerte komoly környezetvédelmi kockázatot jelentenek, évente mintegy 800 ezer tonna akkumulátor, 190 ezer tonna ipari elem és 160 ezer tonna elem kerül forgalomba, nagyjából ugyanennyi (összesen évi 1,2 millió tonna) elemhulladék keletkezik. „A használt elemek és akkuk elsősorban a mérgező fémek, mindenekelőtt a higany, a kadmium, az ólom, a cink, a nikkel, a réz, a lítium és a mangán miatt számítanak veszélyes hulladéknak.”
Az Európai Unióban a kérdést az elemekről és akkumulátorokról, valamint a hulladékelemekről és -akkumulátorokról szóló (többször módosított) 2006/66/EK irányelv szabályozza, amely többek között rögzíti, hogy 2012-től az értékesített elemek és akkumulátorok legalább 25%-át (2016-tól 45%-át) újra kell hasznosítani.

## Jegyzetek

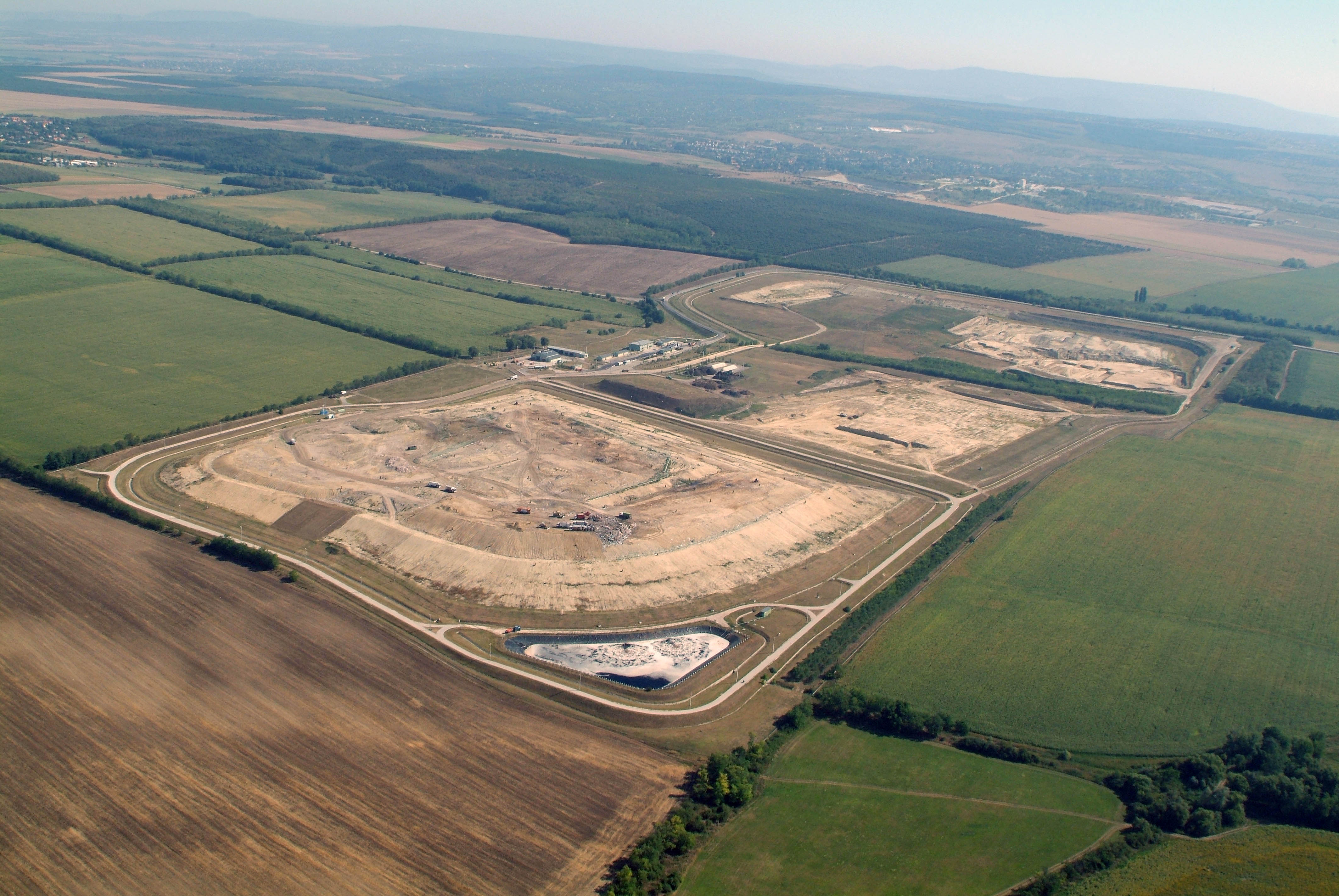
Leföldelt szemétlerakó